# Edwards Pulpe
Edwards Pulpe, né le 22 juin 1880 à Riga (Lettonie) et mort pour la France le 2 août 1916, était un aviateur français de la Première Guerre mondiale.

## Distinctions
- Médaille militaire (le 26 octobre 1915)
- Croix de guerre 1914-1918 avec 4 palmes